# Heřmánky
Heřmánky település Csehországban, Nový Jičín-i járásban. Heřmánky Heřmanice u Oder, Odry, Spálov és Jakubčovice nad Odrou településekkel határos. Lakosainak száma 185 fő (2024. január 1.).

## Népesség
A település lakosságának változását az alábbi diagram mutatja:
| Lakosok száma | 179  | 258  | 234  | 206  | 193  | 157  | 160  | 159  | 177  | 185  |
|               | 1869 | 1890 | 1921 | 1950 | 1980 | 2001 | 2017 | 2019 | 2022 | 2024 |